# Dickfeitzen
Dickfeitzen ist eine kleine Ortschaft im südwestlichen Teil der Gemeinde Waddeweitz im Landkreis Lüchow-Dannenberg in Niedersachsen.

## Geographie
Der Ort liegt auf einer Anhöhe am Ostrand der Hohen Geest. Er liegt im Wendland (Niedersachsen) im Naturpark Wendland.Elbe. Eineinhalb Kilometer nordwestlich des Dorfes liegt das Großsteingrab Dickfeitzen.

## Geschichte
Für das Jahr 1848 wird angegeben, dass Dickfeitzen zwölf Wohngebäude hatte, in denen 86 Einwohner lebten. Zu der Zeit befand sich die Schule in Clenze.
Am 1. Dezember 1910 hatte Dickfeitzen 81 Einwohner und war eine eigenständige Gemeinde im Kreis Lüchow.
Im Jahr 1929 wurde die bis dahin selbständige Gemeinde Kröte aufgenommen. Am 1. Juli 1972 wurde Dickfeitzen mit dreizehn anderen Gemeinden in die Gemeinde Waddeweitz eingegliedert.

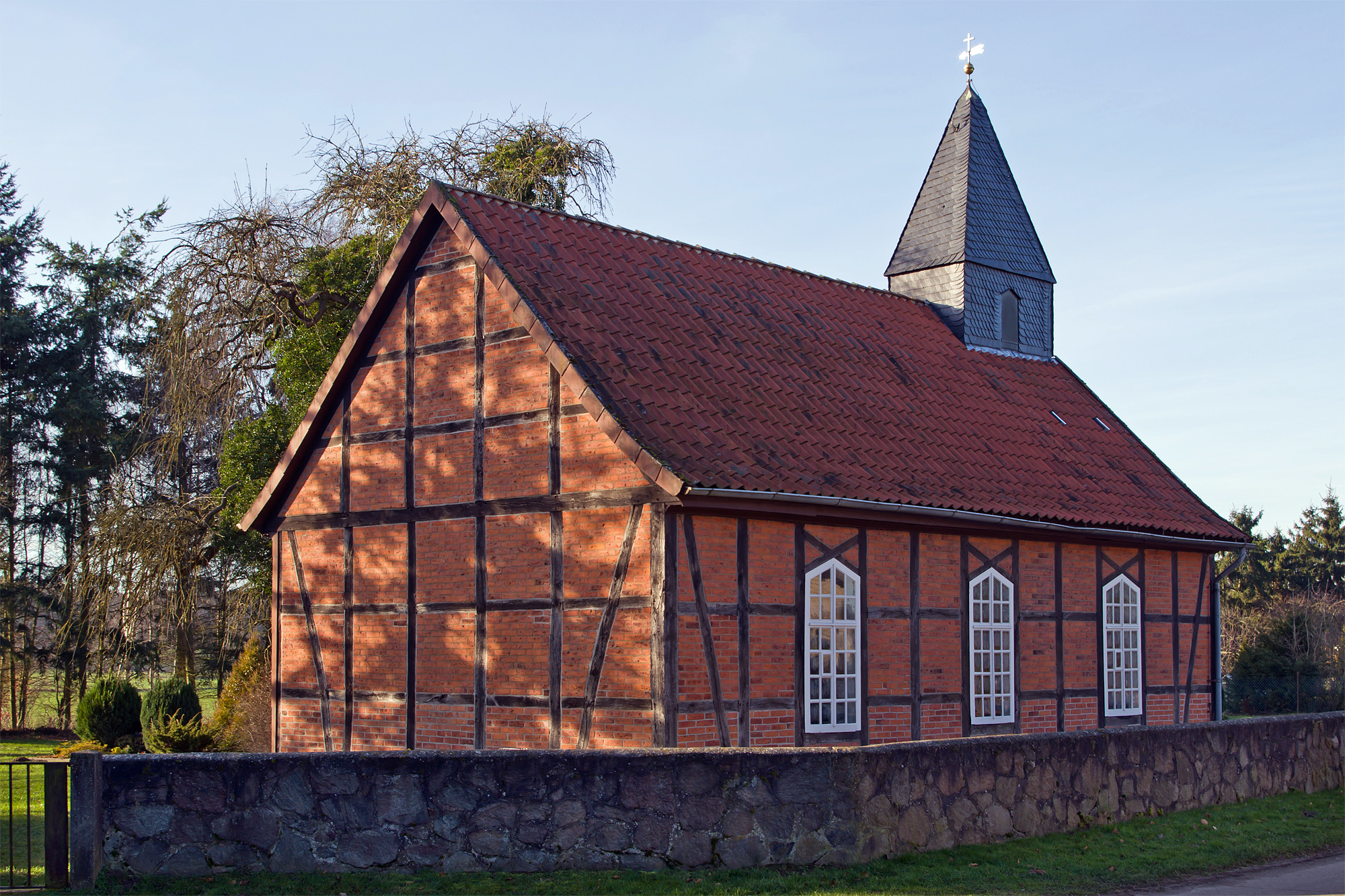
Kapelle Dickfeitzen

## Religion
Für das Jahr 1848 wird angegeben, dass der Ort nach Clenze eingepfarrt gewesen sei.
In Dickfeitzen wurde um 1900 eine kleine schlichte Kapelle mit Dachreiter gebaut. 1975 bekam  sie eine Kirchenglocke. Der Taufstein wurde der Kapellengemeinde 2004 von der Kirchengemeinde Küsten geschenkt. Die Kapellengemeinde ist der Kirchengemeinde Clenze angeschlossen.